# سرمدا
سرمدا (به عربی: سرمدا) یک منطقهٔ مسکونی در سوریه است که در استان ادلب واقع شده‌است. سرمدا ۱۵٬۰۰۰ نفر جمعیت دارد.